# Caribbiopheromera
Caribbiopheromera är ett släkte av insekter. Caribbiopheromera ingår i familjen Diapheromeridae.
Kladogram enligt Catalogue of Life:
| Caribbiopheromera | \| \| Caribbiopheromera jamaicana \| \| \| \| \| \| Caribbiopheromera trinitatis \| \| \| \| |
|                   | \| \| Caribbiopheromera jamaicana \| \| \| \| \| \| Caribbiopheromera trinitatis \| \| \| \| |
|                   | Caribbiopheromera jamaicana                                                                  |
|                   |                                                                                              |
|                   | Caribbiopheromera trinitatis                                                                 |
|                   |                                                                                              |